# Pescia
Pescia (pron. /['peʃʃa]/) este o comună italiană, în Toscana, care este cunoăstită pentru Piața Floarilor și Aventurele de Pinocchio (Carlo Collodi). Este situața în o zonă centrală între Lucca și Florența, și aproape de Pisa. Este o comună de Pistoia, cu o suprafață de 79 km². Orașul este situața supra țărmele de omonimului fluviu Pescia.

## Demografie

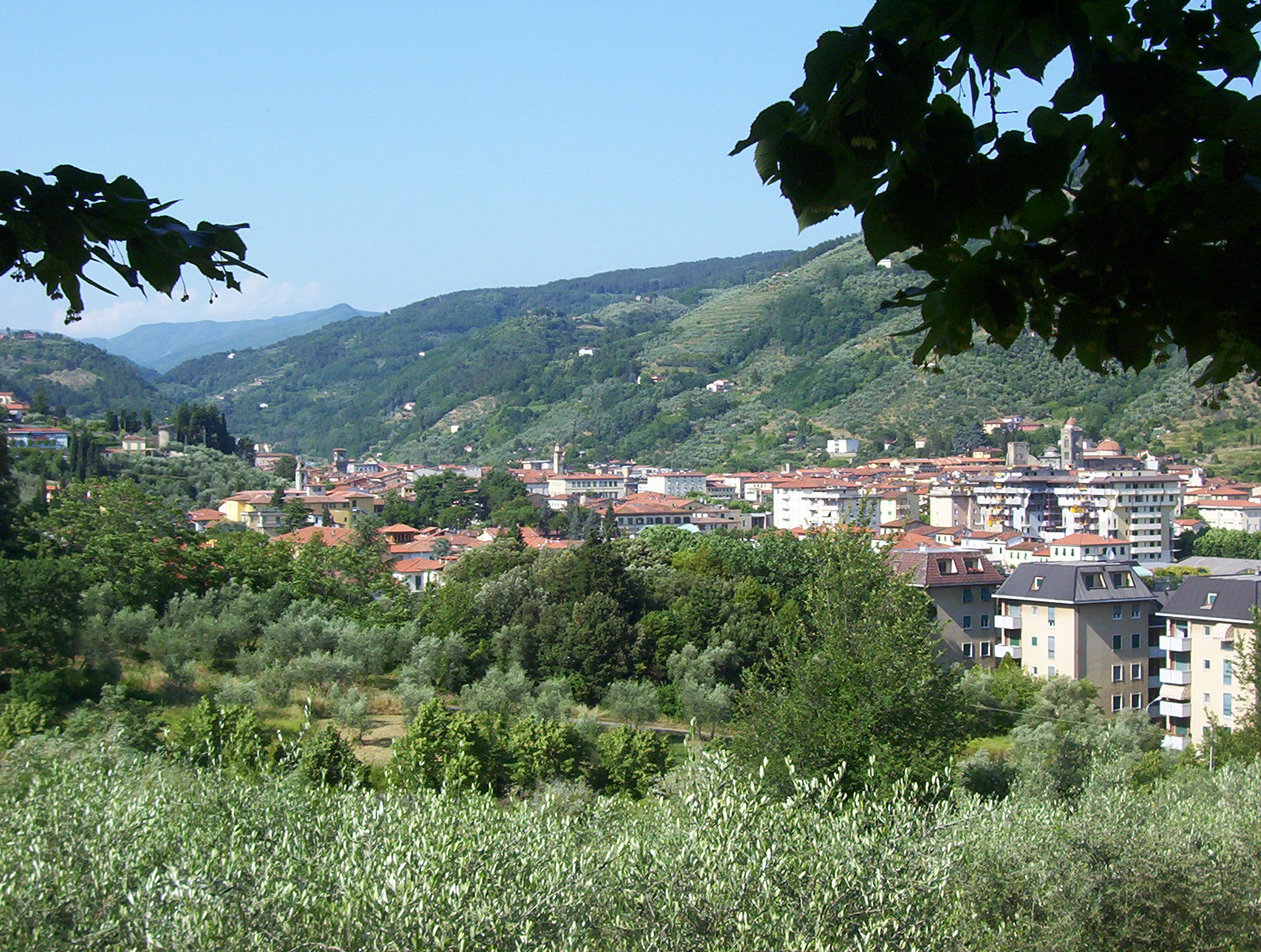
Centrul oraşului Pescia, văzut de la colinele ambianti

Pescia - evoluția demografică

|  | Graficele sunt indisponibile din cauza unor probleme tehnice. Mai multe informații se găsesc la Phabricator și la wiki-ul MediaWiki. |

Date: Recensăminte sau birourile de statistică - grafică realizată de Wikipedia

1. ↑  Superficie di Comuni Province e Regioni italiane al 9 ottobre 2011 (în italiană), Istituto Nazionale di Statistica, accesat în 16 martie 2019